# 浦东大道地道
浦东大道地道，工程名东西通道，是上海市浦東新區一条隧道，起点位于延安东路隧道浦东出口，终点位于万德路（西向）、龙居路（东向），全长6.1公里。地道下方为轨道交通14号线，通道范围内共设6座车站。浦东南路以西工程于2007年12月开工，其余与14号线合建段于2014年11月29日开工，2022年12月24日通车。

## 规划设计
东西通道系缓解小陆家嘴地区地面交通拥堵的“井字形通道”之一。2006年，针对上海CBD核心区（即外滩、北外滩、陆家嘴）的规划研究中认为，核心区路网存在过境交通流量严重占用地面道路、越江隧道不足等问题，并提出由东西通道、南北通道、外滩通道、北横通道（天目路立交以东段）、人民路隧道、新建路隧道组成的“井”字形路网。2007年，上述4条通道明确为地下快速路布置，并实质性启动其中的外滩隧道。
地铁14号线规划启动后，经过论证亦选取浦东大道走行，当时计划东西通道2009年底建成、14号线近期不建设，由东西通道工程预留14号线的站体和盾构推进条件，待14号线工程启动后再将在运营隧道旁掘进盾构隧道。因浦东大道站的4号线站体较浅，且大连路隧道预留14号线穿越位置在下方，故东西通道只能采用单层布置（且仍需将浦东大道东方路地面路口抬高2.5米），14号线也只能布置在东西通道的行车隧道正下方。东西通道与延安东路隧道地下首尾相接，原有延安东路隧道出入口拆除并另建银城西路出入口（入口仅为工程期间临时通道和消防通道）。

## 土建工程
浦东大道地道整体采用单层双孔现浇混凝土箱型框架结构，出入口采用单孔箱涵和敞开结构，全线明挖。14号线盾构区间内，地道底板预埋注浆/减压孔，用于控制地道结构的沉降或隆起趋势；为减少盾构推进对地道的影响，地道每段结构缝处均作搅拌桩加固处理。盾构和地道结构通常上下间距2.0至2.5米，局部条件受限间距不能满足时加设型钢墙，盾构完工后拔除。
地道主线及银城中路匝道各上跨地铁2号线一次（另同步建设银城中路下立交复线上跨一次），且因施工组织要求在上海世博会前恢复地面原貌迎接游客，故工期仅有9个月。经过论证该段工程采用“弹钢琴”工法，将宽27米、长150米的主线地道切割成21片开挖，每片宽27米、长6米左右，相邻区域间设置分隔墙，分段开挖将地铁变形控制在安全范围内。原浦东大道洋泾港桥拆除重建，施工期间河道封闭围堰中断航道，通过临时水管联通水流，水务方面对河道流量进行限制。地铁源深路站西侧、地道主线与福山路匝道相接处，供应杨树浦水厂的一条直径3米原水管夹在地道和地铁隧道之间，水管上距地道底板2.6米、下距地铁顶部3.1米，地道施工期间一次性设置“门”型加固满足地道和地铁施工需要。

## 设施设备

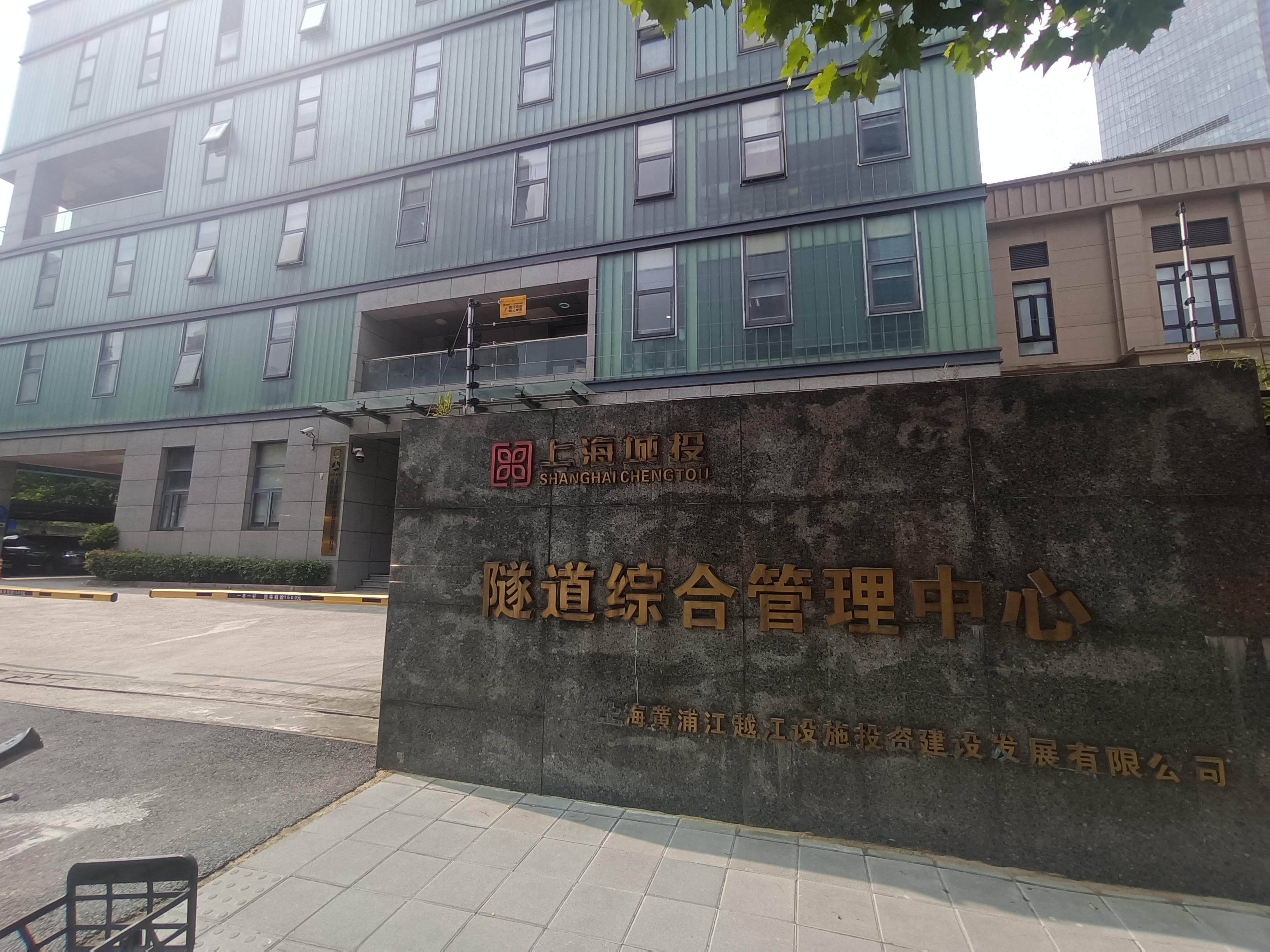
“五隧合一”隧道综合管理中心大门

浦东大道地道的管理用房和主变电站与2007年至2010年前后同一时间在陆家嘴地区集中建设的新建路隧道、人民路隧道及银城东路下立交合建，位于银城东路东昌路口；又将延安东路隧道的控制中心迁至此处，与东西通道控制系统联动。五条隧道集中设置管理用房后，节约建设用地和资金，运营养护亦可统筹兼顾。延安东路隧道消防系统于2015年大修时重建以满足现行标准，与地道消防系统相对独立但控制台设有联动程序，同时增设基于YOLOv8模型的视频监控图像识别系统。地道风塔与14号线浦东大道站风井及6号口合建，位于浦东大道浦东南路路口东南角，高60米，外立面设置装饰，底部设置三层公共服务设施（今党群服务站）。地道在北洋泾路设有一辅助变电站，原计划设置于地面道路北侧绿化内，但因周边居民强烈反对改至主线隧道上方、洋泾港桥下方的夹层内。

## 隧道出入口列表
| 西向东                | 东向西               | 14号线               | 其他相邻、穿越设施                       | 备注                           |
| 西接延安东路隧道主线  | 西接延安东路隧道主线 | 西接延安东路隧道主线 | 西接延安东路隧道主线                     | 西接延安东路隧道主线           |
| --------------------- | -------------------- | -------------------- | ---------------------------------------- | ------------------------------ |
| 银城西路出口          | 银城西路入口         | 不適用               | 平行于2号线陆家嘴站                      | 入口常态关闭                   |
|                       | 银城中路出口         | 不適用               | 银城中路下立交及复线                     | “右转匝道”                     |
|                       |                      | ↖转向                | 19号线（预留节点）、南北通道（预留节点） | 浦东大道浦东南路路口           |
|                       | 荣城路入口           | 浦东南路站           |                                          |                                |
| 福山路出口            |                      | 浦东大道站           | 4号线、大连路隧道                        | 东向福山路出口未建设           |
|                       | 福山路出口           | 源深路站             | 杨树浦水厂原水管                         |                                |
| 源深路入口            |                      |                      |                                          |                                |
|                       | 民生路入口           | 昌邑路站             | 18号线、江浦路隧道                       |                                |
| 罗山路出口            |                      |                      |                                          |                                |
|                       | 万德路主入口         | 歇浦路站             | 杨浦大桥（内环高架路）                   |                                |
| 龙居路主出口          | 不適用               | 龙居路站             |                                          | 因出入口问题地铁此站过站不开通 |
| 已关闭／取消 • 未开放 |                      |                      |                                          |                                |

## 施工组织
浦东大道地道施工自2007年12月开工、至2022年12月24日主线地道通车，前后共计十五年，被称为“上海最折腾的马路”。2020年12月嫦娥五号成功登月之后，网络上更流传有一篇题为《国旗已经插在月球，但浦东大道还在修...》的文章调侃。
2007年12月，工程部分开工。2008年6月9日，启动陆家嘴地区部分道路单向行驶交通管理措施。2009年4月30日，浦东大道首次进入全封闭施工。2010年3月因世博会停工，全线恢复地面原貌迎接游客；2011年4月复工，但因14号线方案更改未能全线开工，期间14号线设计编组由6节扩展至8节。至2014年11月完成浦东南路以西与14号线不叠加部分，启动与14号线叠加部分全封闭施工。2020年12月，浦东大道全线恢复双向四车道通车；2021年12月，全线恢复双向六车道通车，地面工程基本结束（同时地铁14号线开通）。2022年12月24日，地道全线通车。
浦东大道施工期间，共有20条公交线路因此改道，其中有5条因改道时间过长客流改变不再恢复原线。沿街店铺受到较大影响，餐饮店铺大都关门或迁去他处，新开店铺以不依赖街边人流获客的银行、房屋中介为主，亦有部分五金店。